# Guillermo Espinosa Grau
Guillermo Espinosa Grau (Barranquilla, Colòmbia, 1908-1990) fou un compositor i director d'orquestra colombià.
Després d'acabar els estudis elementals de música en la seva pàtria, es dirigí a Alemanya, fixant la seva residència a Berlín, on assistí als cursos de l'Escola Superior Acadèmica de l'Estat. Perfeccionant-se en l'execució de diversos instruments, més tard assoli provar les seves excepcionals aptituds de director de conjunts actuant en tal caràcter en diversos actes acadèmics, i la seva encertada actuació al front d'algunes corals universitàries li donà un cert prestigi entre aquests elements. L'estiu de 1930 dues institucions italianes el contractaren per donar alguns concerts d'orquestra. En la Sala Bossi de Milà feu escoltar obres d'autors clàssic italians, i poc temps després, a Roma, en l'auditori de la Ràdio, dirigí un programa dedicat a Cherubini, Haydn, Mozart, Borodin, i Rossini. En el viatge de tornada s'aturà a Busto Arsizio (estació d'alpinisme) i en l'Òpera prengué la batuta per a repetir un dels programes citats amb l'orquestra d'aquell teatre.
Les audicions simfòniques a Alemanya li havien donat tant prestigi com les d'Itàlia, i el 1931 es presentà a Berlín al front de l'orquestra Michael Taube, en el Marstall, amb diversos concerts simfònics organitzats per la Deutsche Latein-Americanische Music-Vereinigung. En les primeres sessions feu escoltar programes de música clàssica; però en la tercera, ja amb el concurs dels més prestigiosos concertistes, incloïa en aquests programes produccions d'autors hispano-americans i una obra seves, tornant-lo a fer en successives audicions, renovant cada vegada el repertori i els intèrprets. Aquest cicle de cinc concerts fou assenyalat per la crítica local com el més agosarat esforç realitzat allà per un artista de l'Amèrica espanyola.
El 1932 aconseguí encara més grans elogis en aparèixer en l'Akademie der Künste al front de l’Akademische Orchester amb un programa quasi exclusiu d'obres americanes. Les ressenyes musicals de totes les fulles berlineses aplaudeixen –en especial els crítics Max Donisch de Der Tag, Karl Hestermeyer del Berliner Tageblatt i H.H. Stuckenschmidt del B. Z. Am Mittag— al jove director colombià, lloat sense reserves la seva interpretació, principalment del Stabat Mater de Pergolesi.
Immediatament una de les orquestres més prestigioses del Continent –la Radio-Orkestret de Copenhaguen--, reclamà el seu concurs, i, un mes després, es va difondre un programa americà amb el poema simfònic Campo, d'E. Fabini; una Serenata, d'Uribe Holguin, i les Lamentacions Huilliches, de C. Lavin. Els diaris Politiken i Berlingske Politiske s'inclinen davant els mèrits de l'excel·lent director i de la cantant Johanna Karstens. Continua a França per dirigir una altra sèrie d'audicions en la Ràdio Colonial de París i, amb la seva esposa, la concertista de piano Tatiana Gontscharowa, s'embarca per a Veneçuela. A Caracas organitza un Homenaje a Teresa Carreño, el 1932, en la sala de l'Escola de Música i Declamació. Els més caracteritzats concertistes de la capital acudiren a rendir el seu tribut d'admiració a l'exímia pianista i compositora veneçolana, prenent part en l'execució d'un programa d'autors hispano-americans. El maig de 1933 reuní un altre grup de selectes interpretes en la Universitat de Puerto Rico, per fer sentir en la sala d’aquesta institució produccions instrumentals i vocals d'onze compositors hispano-americans.
La seva arribada a Colòmbia fou saludada amb elogioses al·lusions a la seva carrera, i després se li concedeix l'organització del primer Festival Iberoamericano (1934) en el teatre Colón, que és el màxim coliseu de Bogotà. Donà a conèixer en aquesta ocasió produccions de 17 compositors continentals amb la participació dels més renomenats instrumentistes i cantant de la capital de Colòmbia. El 1935 actua al front de l'Orquestra de Cambra de Bogotà, i amb tota la seva tasca artística s'assenyala potser com el més decidit promotor que hagi tingut la vida musical colombiana. Col·laborant amb el compositor Alberto Castilla, director del Conservatori d'Ibagué, i els no menys entusiastes dirigents J. Rozo. I A. M. Valencia, el mestre Espinosa aconsegueix portar a la realitat el primer Congrés Nacional de Música, que fou un pretext per abordar la iniciativa d'un segon Festival Internacional de Música.
El mestre Espinosa va contribuir en gran manera a la difusió i prestigi de les activitats musical de la seva pàtria, valorant i enaltint aquest ambient, contribuint a la formació del gust per l'art sonor amb una pacient i ingrata tasca de molts anys. Coma conferenciant, compositor, executant, director i promotor de projectes fundats amb l'arrelada fe en l'americanisme musical, i aspirava a prestigiar de bell nou el renom de Bogotà com l'Atenes d'Amèrica.

## Divergències
Segons  Arxivat 2021-01-17 a Wayback Machine. i alguna altra referència, el lloc de naixement és erroni. Aquestes fons diuen que Guillermo Espinosa va néixer a Cartagena de Colòmbia.